# Daniela Kolářová
Daniela Kolářová, född 21 september 1946 i Cheb, Tjeckoslovakien, är en tjeckisk skådespelare.
Efter att ha medverkat i en TV-film 1966 filmdebuterade hon året därpå med en större roll i Soukromá vichrice 1967. Hon fick ett genombrott 1971 i komediserien Taková normální rodinka (ungefär En sådan normal familj) om fyra generationer under samma tak. Hon medverkade sedan som huvudrollsinnehavare i flera populära filmer på 1970-talet som Sommar med en cowboy och Sommarstället.

## Filmografi, urval
- 1976 – Sommar med en cowboy
- 1976 – Sommarstället
- 1978 – Nemocnice na kraji města (TV-serie)
- 1991 – Älskade magister
- 2001 – Det djupa blå
- 2023 – Zlatá labuť (TV-serie)